# B&B Vol Liefde
B&B Vol Liefde is een Nederlands televisieprogramma waarin Nederlandse bed and breakfast-eigenaren gevestigd in het buitenland op zoek gaan naar een relatie en door hen geselecteerde potentiële partners ontvangen op de eigen locatie waarbij ze gefilmd worden door het televisieprogramma. Het programma wordt uitgezonden op RTL 4 in het zomerseizoen wekelijks op vier werkdagen en is ook te bekijken via streamingdienst Videoland. Per seizoen zijn er circa 35 afleveringen. 
Het eerste seizoen werd gepresenteerd door Art Rooijakkers, sinds seizoen twee begeleidt Jeroen Kijk in de Vegte het programma als voice-over. Rooijakkers bleef nog wel de specials rondom het programma presenteren, zoals De Aftrap en De Reünie. Voor seizoen 2025 nam Leonie ter Braak de rol van Rooijakkers over.
Sinds 2022 wordt een gelijkaardig programma tegelijkertijd in België uitgezonden, onder de titel B&B zoekt Lief op VTM 2. 
Sinds het najaar van 2023 wordt door RTL in de winterperiode een spin-off uitgezonden onder de titel Winter Vol Liefde waarin personen werkzaam in skigebieden een partner zoeken. Deze spin-off wordt in de maand januari uitgezonden.

## Achtergrond
Er worden oproepen gedaan waarop mensen zich kunnen opgeven die worden uitgekozen door de B&B-eigenaren zelf. Deze B&B-eigenaren worden (vanaf seizoen 2) voorgesteld in december van het voorgaande jaar. De B&B-eigenaren met de meeste aanmeldingen worden in de rest van het seizoen gevolgd. Dit is vergelijkbaar met Boer Zoekt Vrouw, wat wordt geproduceerd door hetzelfde bedrijf (Blue Circle).

## Seizoenen

### Seizoen 1 (2021)
De eerste aflevering van het eerste seizoen werd uitgezonden op 12 juli 2021. Drie vrouwen zochten een man en drie mannen waren op zoek naar een vrouwelijke partner. De kandidaten waren Bert (Saint-Seine, Frankrijk), Debbie (Salerno, Italië), Caroline (Bad Kleinkirchheim, Oostenrijk), Jacob (Albufeira, Portugal), Roxanne (Roosendaal, Nederland) en Vincent (Valduggia, Italië).

### Seizoen 2 (2022)
De aftrap van seizoen 2 was op 24 december 2021. In deze aflevering stelden elf B&B-eigenaren zich voor. De acht B&B-eigenaren met de meeste aanmeldingen werden gevolgd tijdens de opnames voor seizoen 2. De eerste uitzending van het seizoen werd uitgezonden op 11 juli 2022. Via Videoland konden abonnees een week vooruit kijken. Rooijakkers moest de presentatie van het programma aan zich voorbij laten gaan door stemproblemen. In zijn plaats kwam Jeroen Kijk in de Vegte als begeleidende voice-over.
De kandidaten waren Astrid (Sankt Michael im Lungau, Oostenrijk), Denise (Órgiva, Spanje), Hans (Pistoia, Italië), nog een Hans (Dégagnac, Frankrijk), Martijn (Santiago do Cacém, Portugal), Natasja (Bleves, Frankrijk), Richard (Portimão, Portugal) en Ted (Madeira, Portugal).

### Seizoen 3 (2023)
Op donderdag 29 december 2022 werden elf B&B eigenaren voorgesteld aan de Nederlandse televisiekijker. Art Rooijakkers ging bij de kandidaten langs en nam een oproep met ze op. Acht van de kandidaten werden voor de opnames gevolgd, die in april en/of mei 2023 plaatsvonden. De eerste uitzending van dat seizoen werd uitgezonden op 10 juli 2023. Voorafgaand aan dit seizoen werd op 7 juli 2023 B&B Vol Liefde: hoe is het nu met? uitgezonden met deelnemers uit het eerste en tweede seizoen. Dit jaar werd er voor het eerst een reünie-aflevering uitgezonden aan het einde van het seizoen.
De kandidaten waren Bram (Norrhult, Zweden), Debbie (Sant Andreu del Terri, Spanje), Joy (Málaga, Spanje), Leendert (La Roche, België), Marian (Budens, Portugal), Martijn (Hua Hin, Thailand), Petri (Montclar, Frankrijk) en Walter (Troche, Frankrijk).

### Seizoen 4 (2024)
Op donderdag 14 december 2023 werden elf B&B eigenaren voorgesteld in een aflevering vlak voor de aftrap van Winter Vol Liefde. Art Rooijakkers bezocht de kandidaten en nam een oproep met hen op, waarvan acht in april/mei 2024 voor de opnames werden gevolgd. Voorafgaand aan dit seizoen werd op 11 juli 2024 de special B&B Vol Liefde: hoe is het nu met? uitgezonden, waarin Rooijakkers sprak met oud-deelnemers uit het derde seizoen. De eerste aflevering werd uitgezonden op 15 juli 2024. Het seizoen werd afgesloten met een reünie-aflevering. 
De kandidaten waren: Albert (Castell d'Empordà, Spanje), Anja (Biches, Frankrijk), Arno (Payzac, Frankrijk), Iris (Sparto, Griekenland), Mike (Maçanet de la Selva, Spanje), Mirjam (Hoetspruit, Zuid-Afrika), Robert Jan (Invergordon, Schotland) en Thijz (Saint Geniez O’Merle, Frankrijk). 

### Seizoen 5 (2025)
Op zaterdag 21 december 2024 werden elf nieuwe B&B-eigenaren voorgesteld in een aflevering vlak voor de aftrap van Winter Vol Liefde. De eerste reguliere aflevering wordt uitgezonden in de zomer van 2025. Leonie ter Braak presenteert deze serie en bezocht een deel van de eigenaren op locatie. Vijf mannen zijn op zoek naar een vrouw, een man zoekt een man, vier vrouwen zoeken een man en een vrouw zoekt een vrouw. Tijdens de reünieaflevering van Winter Vol Liefde werden de kandidaten nogmaals onder de aandacht gebracht. In januari trok kandidaat Jos zich terug omdat hij zijn plan om een B&B te openen heeft stopgezet. In maart werden er nog twee mogelijke kandidaten toegevoegd, beiden mannen op zoek naar een vrouw: een hoteleigenaar en een bed&breakfasteigenaar. Eind juni werd bekend dat nog een aantal kandidaten niet meedoet bij gebrek aan reacties. Een van deze kandidaten, Danny Cornet die vlak voor de opnames werd afgewezen, wordt echter geholpen door radio-dj's Coen Swijnenberg en Sander Lantinga. Zij boden hem tijdens de Coen en Sander Show op JOE aan om hem te helpen om alsnog de liefde te kunnen vinden. Ze organiseerden hiervoor voor hem een eigen versie van het programma onder de titel C&S vol Liefde.
De kandidaten die te zien zijn: Daniël (Seč, Tsjechië), Dick (Paramaribo, Suriname), Eveline (San Bendetto Val di Sambro, Italië), Illya (Viviez, Frankrijk), Ingrid (Lesbos, Griekenland), Jean-Paul (Jijona, Spanje), Magda (Longeville-sur-Mer, Frankrijk), Petra (Lesbos, Griekenland) en Rob (Estadens, Frankrijk).